# 陳質芬
陳質芬（1873-1926），字織雲，為鹿港十宜樓主人陳祈〈秋鴻〉三子，大房陳植柳〈宗元〉之孫，廈郊慶昌行陳克勸曾孫。陳質芬於明治35年〈1902〉，被任命為鹿港公學校學務委員，出任許厝埔區長。明治38年〈1905〉許厝埔區改為頂厝區，其續任頂厝區區長。明治38年〈1905〉同年，亦與彰化吳汝祥及中部地方士紳，以大租權補償公債券充做股本，成立「株式會社彰化銀行」。
又與鹿港士紳莊士哲、莊士勳、王舜年等人於大正3年〈1914〉申辦「文開書房」。後依私立學校規則管理重行登記，位置於鹿港菜子頭七四一〈城隍廟內〉，學生修業三年，每日四小時，教授修身、日語、算數、漢文、書法、作文等學科，至昭和十年〈1935〉以前，為唯一經過政府立案學校，學生維持全男生七十餘位。

## 家族
- 陳克勸

- 陳植柳

- 長子：陳耀郁
- 次子：陳祈（陳秋鴻）

- 長子：陳培熊
- 次子：陳育恩
- 三子：陳質芬（陳織雲）
- 四子：陳藻雲
- 五子：陳澄雲

- 三子：陳鳳鳴（陳耀寶）

- 三子：陳貽攀（陳培藤）

- 四子：陳耀曆（陳耀勒）

- 陳宗潢（陳植梅）

- 長子：陳耀（陳耀要）

- 陳植知

- 次子：陳耀玨（陳耀角）

- 陳植竹

- 次子：陳耀烈

- 陳植昆
- 陳宗濬

- 長子：陳耀敏
- 三子：陳履謙（陳祝三）

- 陳宗華

- 長子：陳振德（陳耀漢）
- 四子：陳懷澄（陳耀河）

- 長子：陳培煦